# Bagnara di Romagna
Bagnara di Romagna är en ort och kommun i provinsen Ravenna i regionen Emilia-Romagna i Italien. Kommunen hade 2 430 invånare (2018).